# Muránska Dlhá Lúka
Muránska Dlhá Lúka (em húngaro: Murányhosszúrét; alemão: Lange Wiese) é um município da Eslováquia, situado no distrito de Revúca, na região de Banská Bystrica. Tem 18,65 km² de área e sua população em 2018 foi estimada em 911 habitantes.

## Demografia
| Ano:        | 1994 | 2004   | 2014    | 2024   |
| ----------- | ---- | ------ | ------- | ------ |
| Broj ljudi: | 722  | 782    | 894     | 938    |
| Razlika:    |      | +8,31% | +14,32% | +4,92% |

| Ano:               | 2023 | 2024   |
| ------------------ | ---- | ------ |
| Número de pessoas: | 936  | 938    |
| Diferença:         |      | +0,21% |